# 奈良県道253号中筋出作川合線
奈良県道253号中筋出作川合線（ならけんどう253ごう なかすじしゅつさくかわいせん）は、奈良県北葛城郡上牧町から北葛城郡河合町に至る一般県道である。

## 概要
北葛城郡上牧町大字中筋出作から北葛城郡河合町大字川合に至る。
北葛城郡上牧町、北葛城郡河合町の住宅地を結び、終点付近を除き、2車線確保されており、比較的整備されている道路と言える。北葛城郡河合町内では全域で他路線と重複している。

### 路線データ
- 起点：北葛城郡上牧町大字中筋出作（新橋東詰交差点、奈良県道203号上中下田線交点）
- 終点：北葛城郡河合町大字川合（川合交差点、奈良県道36号天理王寺線上）

## 路線状況

### 重複区間
- 奈良県道14号桜井田原本王寺線（北葛城郡上牧町桜ヶ丘2丁目・西和消防署南分署前交差点 - 北葛城郡河合町大字佐味田・佐味田交差点）
- 奈良県道132号河合大和高田線（北葛城郡河合町大字佐味田・佐味田交差点 - 北葛城郡河合町大字穴闇・新西山橋東詰交差点）
- 奈良県道36号天理王寺線（北葛城郡河合町大字穴闇・新西山橋東詰交差点 - 北葛城郡河合町大字川合・川合交差点（終点））
- 奈良県道5号大和高田斑鳩線（北葛城郡河合町大字池部・池部交差点 - 北葛城郡河合町大字穴闇・西穴闇交差点）

### 道路施設

#### 橋梁
- 三軒屋大橋（滝川、北葛城郡上牧町）
- 佐味田橋（佐味田川、北葛城郡河合町、奈良県道14号桜井田原本王寺線重複区間内）

## 地理

### 通過する自治体
- 奈良県
  - 北葛城郡上牧町 - 北葛城郡河合町

### 交差する道路
| 交差する道路                                                                            | 市町村名 | 市町村名 | 交差する場所       | 交差する場所             |
| --------------------------------------------------------------------------------------- | -------- | -------- | ------------------ | ------------------------ |
| 奈良県道203号上中下田線                                                                 | 北葛城郡 | 上牧町   | 大字中筋出作       | 新橋東詰交差点 / 起点    |
| 奈良県道14号桜井田原本王寺線 重複区間起点                                               | 北葛城郡 | 上牧町   | 桜ヶ丘2丁目        | 西和消防署南分署前交差点 |
| 奈良県道14号桜井田原本王寺線 重複区間終点 奈良県道132号河合大和高田線 重複区間起点      | 北葛城郡 | 河合町   | 大字佐味田         | 佐味田交差点             |
| 奈良県道132号河合大和高田線 / 旧道                                                      | 北葛城郡 | 河合町   | 大字山坊           | 山坊交差点               |
| 奈良県道36号天理王寺線 重複区間起点 奈良県道132号河合大和高田線 / バイパス 重複区間終点 | 北葛城郡 | 河合町   | 大字穴闇（なぐら） |                          |
| 奈良県道132号河合大和高田線                                                             | 北葛城郡 | 河合町   | 大字穴闇           | 新西山橋東詰交差点       |
| 奈良県道5号大和高田斑鳩線 重複区間起点                                                  | 北葛城郡 | 河合町   | 大字池部           | 池部交差点               |
| 奈良県道5号大和高田斑鳩線 重複区間終点 奈良県道132号河合大和高田線                      | 北葛城郡 | 河合町   | 大字穴闇           | 西穴闇交差点             |
| 奈良県道36号天理王寺線 重複区間終点                                                     | 北葛城郡 | 河合町   | 大字川合           | 川合交差点 / 終点        |

### 交差する鉄道
- 近鉄田原本線

### 沿線
- 上牧町立上牧中学校
- 上牧町立上牧小学校
- 上牧町役場
- 上牧町立上牧第三小学校
- 奈良県立西和養護学校
- 河合町役場
- 近鉄田原本線 池部駅
- 河合町立河合第一小学校
- 河合町立河合第一中学校